# Cande Moreno
Candelaria „Cande“ Moreno Becerra (* 30. Oktober 2000 in Córdoba, Argentinien) ist eine andorranische Skirennläuferin.

## Karriere
Moreno gab ihr internationales Renndebüt am 1. Dezember 2016 bei einem FIS-Riesenslalom in Geilo. Ihr erstes Großereignis bestritt sie wenige Monate später bei den Juniorenweltmeisterschaften 2017 in Åre, wobei sie mit Rang 39 in der Abfahrt ihr bestes Ergebnis erreichte. Zum Abschluss des Winters gewann sie ihren ersten andorranischen Meistertitel in der Abfahrt.
In den darauffolgenden Jahren startete Moreno abgesehen von den jährlich stattfindenden Juniorenweltmeisterschaften hauptsächlich bei kontinentalen Rennserien der FIS wie etwa dem Europacup sowie bei FIS-Rennen und diversen nationalen Meisterschaften. Eine Ausnahme hierbei bildete ihr Weltcupdebüt am 17. Dezember 2017 bei der Abfahrt von Val-d’Isère, wobei sie jedoch ausschied.
Ihren ersten Sieg bei einer kontinentalen Rennserie feierte Moreno am 12. September 2018 beim Super-G von El Colorado in Chile im Rahmen des South American Cups.
2022 nahm Cande Moreno erstmals an Olympischen Winterspielen teil. Bei den Wettkämpfen in Peking belegte sie mit Rang 12 in der Alpinen Kombination das beste Ergebnis einer andorranischen Sportlerin bei Olympischen Winterspielen überhaupt. Zuvor war dies ein 18. Platz von Mireia Gutiérrez in der Super-Kombination bei den Spielen von Sotschi im Jahr 2014 gewesen.
Am 16. Dezember 2022 gewann Moreno mit Rang 21 in der Abfahrt von St. Moritz ihre ersten Weltcuppunkte, dies stellt zugleich ihr bisher bestes Ergebnis im Weltcup dar. Im weiteren Verlauf der Saison gelang ihr bei den Weltmeisterschaften in Courchevel bzw. Méribel mit den Rängen 18 und 22 in der Alpinen Kombination bzw. Abfahrt erneut Platzierungen in der erweiterten Weltspitze bei internationalen Großereignissen.
Im Januar 2024 stürzte Moreno beim Training in Cortina d’Ampezzo und zog sich dabei einen Kreuzbandriss zu, wodurch sie für den Rest des Winters ausfiel. Das Training konnte sie im September 2024 wieder aufnehmen.
Bei den Weltmeisterschaften 2025 in Saalbach erreichte Moreno gemeinsam mit Carla Mijares Ruf den 18. Platz in der erstmals ausgetragenen Team-Kombination.

## Erfolge

### Olympische Winterspiele
- Peking 2022: 12. Alpine Kombination, 30. Super-G, DNF Abfahrt

### Weltmeisterschaften
- Courchevel/Méribel 2023: 18. Alpine Kombination, 22. Abfahrt, DNF Super-G
- Saalbach-Hinterglemm 2025: 18. Team-Kombination, 26. Abfahrt, 28. Super-G

### Weltcup
- 2 Platzierungen unter den besten 30

### Juniorenweltmeisterschaften
- Åre 2017: 39. Abfahrt, DNF Super-G, DNF Riesenslalom, DNF Alpine Kombination
- Davos 2018: 19. Abfahrt, DNF Super-G, DNF Riesenslalom, DNF Alpine Kombination
- Val di Fassa 2019: 21. Abfahrt
- Narvik 2020: 9. Abfahrt, 16. Super-G, DNF Alpine Kombination

### Europacup
- Eine Platzierung unter den besten 10

### Nor-Am Cup
- 3 Platzierungen unter den besten 10

### South American Cup
- Saison 2018: 3. Super-G-Wertung, 4. Abfahrtswertung, 6. Gesamtwertung
- 2 Podestplätze, davon ein Sieg

| Datum              | Ort         | Land  | Disziplin |
| ------------------ | ----------- | ----- | --------- |
| 12. September 2018 | El Colorado | Chile | Super-G   |

### Weitere Erfolge
- 2 Siege bei FIS-Rennen
- Andorranische Meisterin in der Abfahrt (2017, 2019)
- Andorranische Meisterin im Super-G (2018, 2019)
- Andorranische Vizemeisterin im Riesenslalom (2017, 2019)
- Andorranische Vizemeisterin im Super-G (2017)
- Andorranische Vizemeisterin im Slalom (2017, 2018)